# Talsperre San Juan
Die Talsperre San Juan (spanisch Presa de San Juan) ist eine Talsperre mit Wasserkraftwerk in der Gemeinde San Martín de Valdeiglesias, Autonome Gemeinschaft Madrid, Spanien. Sie staut den Alberche zu einem Stausee auf. Die Talsperre dient sowohl der Stromerzeugung als auch der Bewässerung und Trinkwasserversorgung. Sie wurde 1955 fertiggestellt. Die Talsperre ist in Staatsbesitz und wird von Naturgy betrieben.

## Absperrbauwerk
Das Absperrbauwerk ist eine Gewichtsstaumauer aus Beton mit einer Höhe von 78 m über der Gründungssohle. Die Mauerkrone liegt auf einer Höhe von 583 m über dem Meeresspiegel. Die Länge der Mauerkrone beträgt 230 (bzw. 235) m. Das Volumen der Staumauer beträgt 195.000 m³.
Die Staumauer verfügt sowohl über einen Grundablass als auch über eine Hochwasserentlastung. Über den Grundablass können maximal 86 (bzw. 88) m³/s abgeleitet werden, über die Hochwasserentlastung maximal 1258 (bzw. 1600) m³/s. Das Bemessungshochwasser liegt bei 1357 (bzw. 1500) m³/s.

## Stausee
Beim normalen Stauziel von 580 m erstreckt sich der Stausee über eine Fläche von rund 6,5 km² und fasst 138 (bzw. 162) Mio. m³ Wasser; davon können 138 Mio. m³ für die Stromerzeugung genutzt werden.

## Kraftwerk
Die installierte Leistung des Kraftwerks beträgt 33 (bzw. 33,44) MW. Der maximale Durchfluss liegt bei 60 m³/s. Das Maschinenhaus befindet sich unterhalb der Staumauer auf der linken Flussseite.